# Gusztav Jány
Vitéz Gusztáv Jány (Rajka, 21 oktober 1883 - Boedapest, 26 november 1947) was een Hongaars militair die de rang van kolonel-generaal bekleedde en die tijdens de Tweede Wereldoorlog het bevel voerde over het Hongaarse Tweede Leger in de Slag om Stalingrad. Na de oorlog werd hij schuldig bevonden aan oorlogsmisdaden en geëxecuteerd door een vuurpeloton. Hij werd in 1993 door het Hooggerechtshof van Hongarije postuum vrijgesproken.

## Militaire carrière
- Leutnant (Hadnagy): 1905[3]
- Oberleutnant (Főhadnagy): 1 mei 1910[3]
- Kapitein (Százados): 1 januari 1915[3]
- Majoor (őrnagy): 1 september 1919[3]
- Luitenant-kolonel (Alezredes): 1 september 1921[3]
- Kolonel (Ezredes): 1 mei 1925[3]
- Brigadegeneraal (Tábornok): 1 november 1934[2][3]
- Veldmaarschalk-luitenant (Altábornagy): 1 november 1937[2][3]
- Generaal der Infanterie (Gyalogsági tábornok): 1 mei 1941[2][3]
- Kolonel-generaal (Vezérezredes): augustus 1941[3]

## Onderscheidingen
- Ridderkruis van het IJzeren Kruis op 31 maart 1943 als Generalleutnant (Altábornagy) en Commandant van het 2e Hongaarse leger[4][5]
- IJzeren Kruis 1939, 1e Klasse[4] en 2e Klasse[4]
- Orde van Verdienste (Hongarije)[6]
  - Grootkruis met Zwaarden[6]
  - Commandeurskruis met Ster[6]
  - Officierskruis[6]
  - Kruis van Verdienste der 3e Klasse met Oorlogsdecoratie en Zwaarden (2)[6]
  - Zilveren Medaille van Verdienste met Zwaarden (2)[6]
  - Bronzen Medaille van Verdienste met Zwaarden[6]
- Erekruis voor Frontstrijder, 2e Klasse[6]
- Herinneringsmedaille van de Eerste Wereldoorlog (Hongarije) met Zwaarden[6]
- Officierskruis voor Langdurige Dienst[6]
- Herinneringsmedaille van Transsylvanië[6]
- Jubileumskruis 1908[6]
- Herinneringsmedaille van 1912-1913[6]
- Medaille met de Heilige Kroon (2)[6]
- Orde van de Italiaanse Kroon[6]
  - Grootkruis[6]
  - Commandeurskruis met Ster[6]
- IJzeren Halve Maan[6]
- Herinneringsmedaille van de Eerste Wereldoorlog (Oostenrijk) met Zwaarden[6]